# Alessio Cerci
Alessio Cerci (Velletri, provincia de Roma, 23 de julio de 1987) es un exfutbolista italiano que se desempeñaba como delantero.
Fue internacional con la selección italiana con quien disputó la Copa Confederaciones 2013 y el Mundial 2014.

## Trayectoria

### Italia
Debutó cómo futbolista en la A. S. Roma el 16 de mayo de 2004 con tan solo 16 años. Permaneció dos temporadas más en el club sin disputar apenas partidos con el primer equipo. En la temporada 2006-2007 estuvo cedido y jugó  en el Brescia de la Serie B y la temporada siguiente en el Pisa de la misma división con el que anotó 10 goles en la categoría.
De cara a la temporada 2008-09 fue cedido de nuevo, esta vez a un equipo de la Serie A, el Atalanta para, finalmente, regresar a la Roma en 2009 y jugar sus primeros partidos en competición europea en la Copa de la UEFA.
El 26 de agosto de 2010 fichó por la AC Fiorentina que pagó a la Roma aproximadamente 4 millones de euros y firmó por cinco temporadas. No obstante, tan solo disputó dos temporadas en el club de Florencia ya que en 2012 fue fichado por el Torino. En el club turinés disputó sus mejores temporadas que le llevaron a debutar con la selección italiana absoluta y a despertar el interés de los grandes clubes de Europa.

### Atlético de Madrid
El 1 de septiembre de 2014 fue traspasado al Atlético de Madrid por 16 millones de euros. Debutó con el club rojiblanco en la primera jornada de la Liga de Campeones. Cerci saltó al campo en el minuto 66 en sustitución de Raúl García cuando su equipo perdía por dos a uno; pese a su entrada en Atlético no pudo conseguir levantar el partido y terminó perdiendo por tres a dos. Cuatro días después debutó en la Liga española en el empate a dos frente al Celta de Vigo; de nuevo fue entrando al campo desde el banquillo en el minuto 82 en sustitución de Raúl Jiménez.

### A. C. Milan
El 27 de diciembre de 2014 se confirmó que Alessio Cerci iría prestado durante 18 meses al AC Milan como parte del acuerdo que envió a Fernando Torres de vuelta al Atlético de Madrid. La operación se concretó el 5 de enero de 2015 que fue la fecha en la que se abrió el mercado de fichajes en Italia. Un día después debutó con el equipo rossonero en la derrota por uno a dos ante la Sassuolo. Cerci entró al campo en el minuto 65 sustituyendo a Michael Essien.

### Vuelta al Atlético de Madrid
El 1 de septiembre de 2016, Cerci volvió al Atlético de Madrid, ya que no encontró equipo en el mercado de fichajes. Rescindió su contrato el 30 de junio de 2017, quedando libre.

### Hellas Verona
Tras quedar libre tras su paso por el Atlético de Madrid, el 10 de julio de 2017 se anunció el traspaso del jugador al Hellas Verona, equipo recién ascendido a la Serie A italiana, logrando finalmente la vuelta a su país, lo que el jugador de Velletri buscaba desde hacía tiempo.[cita requerida]

## Selección nacional
Ha sido internacional con la selección de Italia en 15 ocasiones. Debutó el 21 de marzo de 2013, en un encuentro amistoso ante la selección de Brasil que finalizó con marcador de 2-2. El 13 de mayo de 2014 el entrenador de la selección italiana, Cesare Prandelli, lo incluyó en la nómina preliminar de 30 jugadores convocados para la Copa Mundial de Fútbol de 2014. Fue confirmado en la lista definitiva de 23 jugadores el 1 de junio. En dicho Mundial, la selección italiana cayó eliminada en la primera fase y Cerci solo jugó un partido.

## Estadísticas

### Clubes
- Actualizado el 30 de septiembre de 2020[11]

| Club                         | Div.          | Temporada     | Liga  | Liga  | Copas nacionales | Copas nacionales | Copas internacionales | Copas internacionales | Total | Total | Media goleadora |
| Club                         | Div.          | Temporada     | Part. | Goles | Part.            | Goles            | Part.                 | Goles                 | Part. | Goles | Media goleadora |
| ---------------------------- | ------------- | ------------- | ----- | ----- | ---------------- | ---------------- | --------------------- | --------------------- | ----- | ----- | --------------- |
| A. S. Roma · Italia          |               |               |       |       |                  |                  |                       |                       |       |       |                 |
| 1.ª                          | 2003-04       | 1             | 0     | 0     | 0                | 0                | 0                     | 1                     | 0     | 0     |                 |
| 1.ª                          | 2004-05       | 2             | 0     | 0     | 0                | 0                | 0                     | 2                     | 0     | 0     |                 |
| 1.ª                          | 2005-06       | 1             | 0     | 1     | 0                | 0                | 0                     | 2                     | 0     | 0     |                 |
| Total club                   | Total club    | 4             | 0     | 1     | 0                | 0                | 0                     | 5                     | 0     | 0     |                 |
| Brescia Calcio · Italia      |               |               |       |       |                  |                  |                       |                       |       |       |                 |
| 2.ª                          | 2006-07       | 21            | 0     | 2     | 0                | -                | -                     | 23                    | 0     | 0     |                 |
| Total club                   | Total club    | 21            | 0     | 2     | 0                | -                | -                     | 23                    | 0     | 0     |                 |
| A. C. Pisa · Italia          |               |               |       |       |                  |                  |                       |                       |       |       |                 |
| 2.ª                          | 2007-08       | 26            | 10    | 2     | 0                | -                | -                     | 28                    | 10    | 0,37  |                 |
| Total club                   | Total club    | 26            | 10    | 2     | 0                | -                | -                     | 28                    | 10    | 0,36  |                 |
| Atalanta B. C. · Italia      |               |               |       |       |                  |                  |                       |                       |       |       |                 |
| 1.ª                          | 2008-09       | 13            | 0     | 1     | 0                | -                | -                     | 14                    | 0     | 0     |                 |
| Total club                   | Total club    | 13            | 0     | 1     | 0                | -                | -                     | 14                    | 0     | 0     |                 |
| A. S. Roma · Italia          |               |               |       |       |                  |                  |                       |                       |       |       |                 |
| 1.ª                          | 2009-10       | 9             | 0     | 2     | 0                | 8                | 3                     | 19                    | 3     | 0,16  |                 |
| Total club                   | Total club    | 9             | 0     | 2     | 0                | 8                | 3                     | 19                    | 3     | 0,16  |                 |
| A. C. F. Fiorentina · Italia |               |               |       |       |                  |                  |                       |                       |       |       |                 |
| 1.ª                          | 2010-11       | 24            | 7     | 3     | 1                | -                | -                     | 27                    | 8     | 0,30  |                 |
| 1.ª                          | 2011-12       | 23            | 5     | 3     | 3                | -                | -                     | 26                    | 8     | 0,31  |                 |
| Total club                   | Total club    | 47            | 12    | 6     | 4                | -                | -                     | 53                    | 16    | 0,30  |                 |
| Torino F. C. · Italia        |               |               |       |       |                  |                  |                       |                       |       |       |                 |
| 1.ª                          | 2012-13       | 35            | 8     | 0     | 0                | -                | -                     | 35                    | 8     | 0,23  |                 |
| 1.ª                          | 2013-14       | 37            | 13    | 1     | 0                | -                | -                     | 38                    | 13    | 0,35  |                 |
| Total club                   | Total club    | 72            | 21    | 1     | 0                | -                | -                     | 73                    | 21    | 0,29  |                 |
| Atlético de Madrid · España  | 1.ª           | 2014-15       | 6     | 0     | 1                | 0                | 2                     | 1                     | 10    | 1     | 0,10            |
| Atlético de Madrid · España  | Total club    | Total club    | 6     | 0     | 1                | 0                | 2                     | 1                     | 10    | 1     | 0,10            |
| A. C. Milan · Italia         |               |               |       |       |                  |                  |                       |                       |       |       |                 |
| 1.ª                          | 2014-15       | 16            | 1     | 2     | 0                | -                | -                     | 17                    | 1     | 0,05  |                 |
| 1.ª                          | 2015-16       | 13            | 0     | 2     | 0                | -                | -                     | 15                    | 0     | 0     |                 |
| Total club                   | Total club    | 29            | 1     | 4     | 0                | -                | -                     | 32                    | 1     | 0,03  |                 |
| Genoa C. F. C. · Italia      | 1.ª           | 2015-16       | 11    | 4     | -                | -                | -                     | -                     | 11    | 4     | 0,36            |
| Genoa C. F. C. · Italia      | Total club    | Total club    | 11    | 4     | -                | -                | -                     | -                     | 11    | 4     | 0,36            |
| Atlético de Madrid · España  |               |               |       |       |                  |                  |                       |                       |       |       |                 |
| 1.ª                          | 2016-17       | 1             | 0     | 1     | 0                | 0                | 0                     | 2                     | 0     | 0,00  |                 |
| Total club                   | Total club    | 1             | 0     | 1     | 0                | 0                | 0                     | 2                     | 0     | 0,00  |                 |
| Hellas Verona F. C. · Italia | 1.ª           | 2017-18       | 24    | 3     | 1                | 0                | -                     | -                     | 25    | 3     | 0,12            |
| Hellas Verona F. C. · Italia | Total club    | Total club    | 24    | 3     | 1                | 0                | -                     | -                     | 25    | 3     | 0,12            |
| M. K. E. Ankaragücü Turquía  | 1.ª           | 2018-19       | 12    | 1     | 4                | 4                | -                     | -                     | 16    | 5     | 0,31            |
| M. K. E. Ankaragücü Turquía  | Total club    | Total club    | 12    | 1     | 4                | 4                | -                     | -                     | 16    | 5     | 0,31            |
| U. S. Salernitana · Italia   | 2.ª           | 2019-20       | 10    | 0     | -                | -                | -                     | -                     | 10    | 0     | 0,00            |
| U. S. Salernitana · Italia   | Total club    | Total club    | 10    | 0     | -                | -                | -                     | -                     | 10    | 0     | 0,00            |
| S. S. Arezzo · Italia        | 3.ª           | 2020-21       | 3     | 0     | -                | -                | -                     | -                     | 3     | 0     | 0,00            |
| S. S. Arezzo · Italia        | Total club    | Total club    | 3     | 0     | -                | -                | -                     | -                     | 3     | 0     | 0,00            |
| Total carrera                | Total carrera | Total carrera | 228   | 44    | 19               | 4                | 10                    | 4                     | 257   | 52    | 0,20            |
| 1. 2. 3.                     |               |               |       |       |                  |                  |                       |                       |       |       |                 |

### Selecciones

#### Participaciones en fases finales
| Competición                    | Categoría          | Sede   | Resultado     | Partidos | Goles |
| ------------------------------ | ------------------ | ------ | ------------- | -------- | ----- |
| Copa FIFA Confederaciones 2013 | Selección italiana | Brasil | Tercer puesto | 1        | 0     |
| Copa Mundial de Fútbol de 2014 | Selección italiana | Brasil | Primera fase  | 1        | 0     |
| Total                          |                    |        |               | 2        | 0     |